# Kostel svatého Vavřince (Přídolí)
Kostel svatého Vavřince v Přídolí, okres Český Krumlov, je kulturní památka České republiky a farní kostel římskokatolické farnosti Přídolí.

## Historie
Kostel pochází ze 14. století. V roce 1259 se Přídolí stalo majetkem cisterciáckého kláštera ve Vyšším Brodě. Klášter zde ve 14. století založil samostatnou duchovní správu (tzv. plebánii). V roce 1661 bylo zmíněno, že místní farnost je přičleněna k vyšebrodskému klášteru. Cisterciáčtí kněží zde působili až do 20. století. V 19. století zde působil jako kaplan historik, P. Michael Rafael Pavel, O.Cist., a v letech 1939 až 1940 zde byl kaplanem P. Engelbert Blöchl, O.Cist., který později zemřel v nacistickém koncentračním táboře).
V roce 1870 byl kostel novogoticky upraven a byla nově zaklenuta chrámová loď. Při této úpravě byly odstraněny původní gotické architektonické detaily.